# Аленкер, Перу де
Пе́ру де Аленке́р (порт. Pêro de Alenquer) — португальский мореплаватель XV века, участник экспедиций Бартоломеу Диаша и Васко да Гамы.

## Биография
О личности Аленкера известно немногое. Предположительным местом его рождения можно назвать город Аленкер (Перу де Аленкер, вероятно, означает «Перу из Аленкера»). Однако, несмотря на скудные сведения о биографии мореплавателя, известно, что Аленкер считался одним из лучших мореходов своего времени, знатоком морских маршрутов вдоль западного побережья Африки и исключительно опытным штурманом. Гарсия де Резенде, хронист португальского короля Жуана II, утверждал, что Перу де Аленкер был приближен к королю и известен как «величайший гвинейский штурман» (порт. muito grande piloto de Guine).
Неизвестно, участвовал ли Аленкер в плаваниях Диогу Кана, но установленным фактом является то, что в 1487 году он был назначен главным штурманом экспедиции Бартоломеу Диаша, которая открыла мыс Доброй Надежды, а через десять лет, в 1497 году — штурманом корабля «Сан-Габриэл», флагмана армады Васко да Гамы; во время плавания вел дневник, подробно описывающий первое морское путешествие португальцев в Индию.
Фигура Перу де Аленкера присутствует на Памятнике первооткрывателям в Лиссабоне.